# コーユーレンティア
コーユーレンティア株式会社（英: Koyou Rentia Co.,Ltd.）は東京都港区に本社を置く、建設現場事務所やスポーツ・国際会議・コンサート・販促イベントなどの企業イベント会場、法人オフィス ＆ BPO （ビジネス・プロセス・アウトソーシング） 案件 へFF&E（Furniture（家具）、Fixture（什器）＆Equipment（備品））及びICT関連機器を主にレンタルで、空間づくりを支援するサービスを行っている。また、それに付随する電話内線工事、室内の間仕切り作業、内装工事、事務用品の販売、レンタルで使用した物品の中古販売、企業・店舗等の移転や撤退に伴う引越や残置物の適正処分をサポートするサービス等の各種サービスを行っている。

## 沿革
- 1970年（昭和45年）- 広友リース株式会社設立（廣友物産株式会社のレンタル事業部より分離独立）
- 1980年（昭和55年）- 港区赤坂に広友グループの新社屋を建設
- 1989年（平成 1年）- オフコンによるデータ管理一元化
- 1996年（平成 8年）- マンション・住宅販売センター向けレンタルを開始
- 1999年（平成11年）- リユース商品の販売を目的とし、リサイクルショップを展開
- 2000年（平成12年）- 沖縄サミットの受注を機に、イベント向け総合レンタルを開始
- 2005年（平成17年）- レンタル商品の維持管理及び運搬を目的としてコーユーロジックス株式会社を設立
- 2006年（平成18年）- レンタルサービスに付随する情報通信（ICT）サービス強化のため、コーユーイノテックス株式会社を設立
- 2007年（平成19年）- オフィス向け及びパートナー向けレンタル及び事務所移転サービスを開始
- 2008年（平成20年）- リユース商品販売事業拡大のため、株式会社リスタを設立、カーボン・オフセット付レンタルサービス（CO2排出権付）を開始
- 2010年（平成22年）- 国連グローバル・コンパクトに賛同、参加
- 2011年（平成23年）- 太陽光発電システムのレンタルを開始
- 2013年（平成25年）- 賃貸オフィス・賃貸テナント仲介サービス事業を開始
- 2014年（平成26年）- 株式会社ミラノ、広友リース株式会社（インテリア部門）、株式会社ワークステーションを統合し、インテリア部門を再編、資本金を9,000万円に増資
- 2015年（平成27年）- 建設現場で働く女性向けレンタルサービスを開始
- 2016年（平成28年）- 広友リース株式会社の商号を広友レンティア株式会社に変更、社名変更に伴い本社を移転（港区）
- 2017年（平成29年）- 株式会社リスタをRe営業部に変更
- 2018年（平成30年）- 10月 広友レンティア株式会社の商号をコーユーレンティア株式会社に変更
- 2020年（令和2年） - 東京証券取引所ジャスダック市場上場
- 2020年（令和2年） - 再エネ100宣言 RE Actionに加入
- 2021年（令和3年） - 株式会社ピースリー　と業務提携契約を締結
- 2021年（令和3年） - 個室ボックスHACO BOOTH（ハコブース）レンタルを開始
- 2021年（令和3年） - 太陽光発電バッテリー遠隔監視可能なIoTクラウドサービス「Rentia Cloud」提供開始
- 2021年（令和3年） - 企業版ふるさと納税を実施
- 2022年（令和4年） - 株式会社ジービーエス、株式会社ジービーエスシステムズ、及び株式会社カインドビジネスを孫会社化
- 2022年（令和4年） - 三菱地所の「エコファニ」事業に参画　リスタ　サステナブル有楽町店を開設
- 2022年（令和4年） - 太宰府市と「災害時における物資の供給協力に関する協定」を締結
- 2023年(令和5年)   - 株式会社カインドビジネス、株式会社ジービーエス及び株式会社ジービーエスシステムズを組織再編し、イノテックスビジネスソリューションズ株式会社へ商号変更
- 2024年(令和6年)   -  株式会社共和通信をイノテックスエンジニアリング株式会社へ商号変更。株式会社OSTの51.1%の株式を取得。
- 2025年(令和7年)   -  2025年日本国際博覧会（大阪・関西万博）をサポート（FF＆Eレンタル等で運営支援、ベルギーパビリオンを施工、「PASONA NATUREVERSE」に協賛）

## 事業所一覧

### 支店
- 札幌支店（北海道札幌市）
- 東北支店（宮城県仙台市）
- 中部支店（愛知県名古屋市）
- 関西支店（大阪府大阪市）
- 中四国支店（広島県広島市）
- 九州支店（福岡県福岡市）

### 営業所
- 青森営業所（青森県八戸市）
- 盛岡営業所（岩手県盛岡市）
- 釜石営業所（岩手県釜石市）
- 郡山営業所（福島県郡山市）
- 茨城営業所（茨城県水戸市）
- 関東営業所  (埼玉県さいたま市)
- 千葉営業所（千葉県習志野市）
- 多摩営業所（東京都八王子市）
- 横浜営業所（神奈川県横浜市）
- 静岡営業所（静岡県静岡市）
- 京都営業所（京都府京都市）
- 四国営業所（香川県高松市）
- 北九州営業所（福岡県北九州市）
- 大分営業所（大分県大分市）
- 熊本営業所（熊本県熊本市）
- 鹿児島営業所（鹿児島県霧島市）
- 沖縄営業所（沖縄県宜野湾市）

### リユースショップ
- リスタ札幌店（北海道札幌市)
- Reベース丸の内ショールーム（東京都千代田区）
- リスタWeb専門店（倉庫）（東京都江東区）
- リスタ名古屋店（愛知県名古屋市）
- リスタATC店（大阪府大阪市）
- リスタ福岡店(福岡県福岡市)
- リスタ沖縄店（沖縄県宜野湾市）

## 事業内容
- 建設現場事務所向けレンタル
- イベント向けレンタル
- オフイス向け及びパートナー（当社のサービスを提供するために、エンドユーザーに対する当社の窓口なる企業）向けレンタル
- オフィス移転サービス
- 太陽光発電システムレンタル
- リユースショップ
- ICTソリューションサービス
- デジタルサイネージ（Worker's TV）

## 社名の由来
1970年10月、創業者の出身地である大分県の儒学者である「広瀬淡窓」から一字を拝借し、これに広瀬が書いた「休道の詩」にある「友、相親しむ」の意から「広友」と『ものを貸す』という行為を"リース"と呼び、広友リースとしてスタートする。
2016年4月、基幹事業である"レンタル"に、創業より受け継ぐ「総合備品レンタルのパイオニア」として「フロンティア スピリッツ」の思いを込めて、「広友レンティア」に称号を変更する。商号変更に伴い、コーポレートマークを刷新する。お客様（YOU）と私たち（i）のつながりをドットで表現。さらにレンタルで行き交うモノの循環や思いの交感を通じて、持続可能な社会を目指す理念をマークに込めている。また、コーポレートスローガンも「Creative Rental Canpany」に統一される。

## 企業理念（レンティアグループ）
レンティアグループは　顧客を創造し　社業発展　進歩を図り　社会に貢献する

## 経営理念
循環型事業を深化させ　顧客の期待を上回る　”コト”実現に寄与する　
　～Our commitment to your success,the creative rental company～

## Purpose（パーパス）
変わらないために　変わり続ける

## 環境ポリシー
レンティアグループは、FF＆Eのレンタル・販売を核とした環境創造型企業として、企業活動及び社員の行動を通し環境保全に努め、環境に配慮した商品を提供するとともに環境法令を遵守し資源節減・環境負荷低減を実施し、継続的改善により未来への共生を図ります。

## 安全ポリシー
安全はすべてに優先する

## 独自の3R
- リデュース ⇒ 商品開発において、部品点数の削減、再利用の促進、軽量化、強化向上など環境への配慮。
- リユース ⇒ 独自のメンテナンス技術とシステムによって引き取り後の商品をメンテナンスし、再出荷（レンタル）。
- リサイクル ⇒ レンタルシステムにより1つの商品を繰り返し使用、最終的にはリユースショップ リスタにて販売。及び再資源化へ。

## 環境への取組み
カーボンオフセット付サービス
2008年10月1日から、関東地区を中心に事務備品レンタル業界初となる『カーボンオフセット付サービス』の運用を開始。レンタル商品の使用時に発生するCO2（二酸化炭素）をオフセットできる。尚、排出権は国連認証の（インド風力発電プロジェクト）排出権クレジットCERを購入、プロバイダーを通し日本政府に寄贈する。
グリーン購入法
新しく商品を購入する際、環境負荷の少ない『グリーン購入法』の基準を満たした商品を購入。

## 備考
- 2011年5月 テレビ東京『ワールドビジネスサテライト』番組内の「トレンドたまご」のコーナーにて「太陽光発電システムレンタル」が紹介された。
- 2012年7月 日経CNBC『Leader & Innovation〜賢者の選択〜』番組内「ビジネスLAB」のコーナーにて『太陽光システムレンタル』が紹介された。
- 2020年2月7日 BSニュース 日経プラス10　番組内 「新規上場企業をチェック」で紹介された。

## 加盟団体
- 一般社団法人ジャパン・レンタル・アソシエーション
- 一般社団法人日本ディスプレイ業団体連合会（東京、愛知名古屋、大阪）
- 一般社団法人日本コンベンション協会
- 公益社団法人全日本不動産協会
- 一般社団法人日本オフィス家具協会（JOIFA）